# 小天橋
小天橋（しょうてんきょう）は、京都府京丹後市久美浜町湊宮にある長さ約3キロメートルの砂州。京丹後市網野町浜詰から日本海に面して6～7キロメートル続く丹後砂丘の砂浜の西端にあり、日本海と久美浜湾を隔てている。天橋立と対比させて西天橋（さいてんきょう）と呼ばれることもある。
青松と白砂の美しい景観が1987年（昭和62年）に日本の松の緑を守る会によって日本の白砂青松100選に選ばれるとともに、トウテイランなど貴重な海浜植物の宝庫であることから1993年（平成5年）には「京都の自然200選」にも選出され、保護活動が行われている。2001年（平成13年）には小天橋観光協会が「小天橋温泉 きららの湯」を掘削した。泉質はナトリウム塩化物泉（低張性アルカリ性温泉）。最寄駅は京都丹後鉄道宮豊線小天橋駅だが、小天橋からは南東に約2.5km離れている。

## 地理

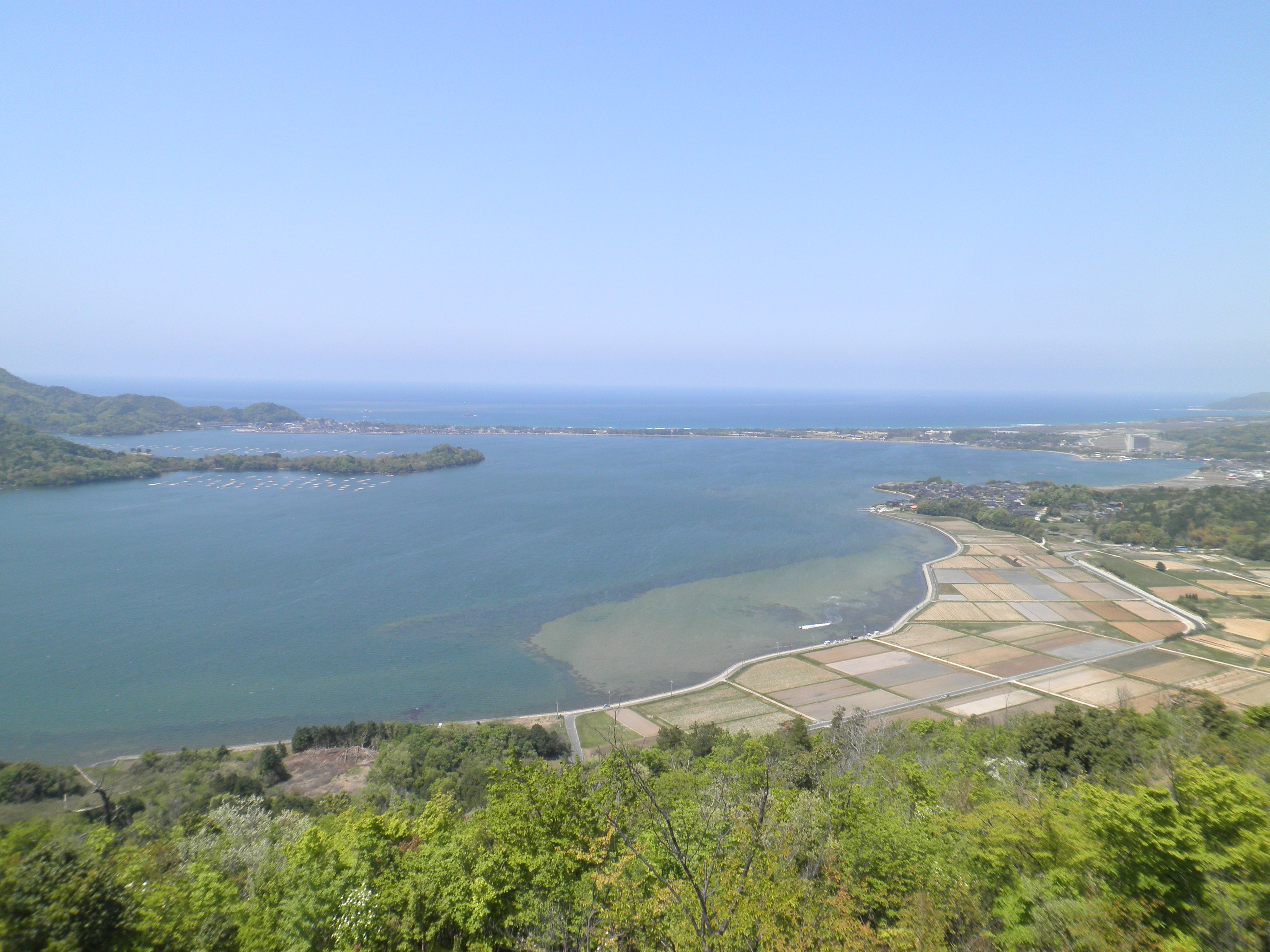
かぶと山山頂から見た久美浜湾（湾の奥が小天橋）

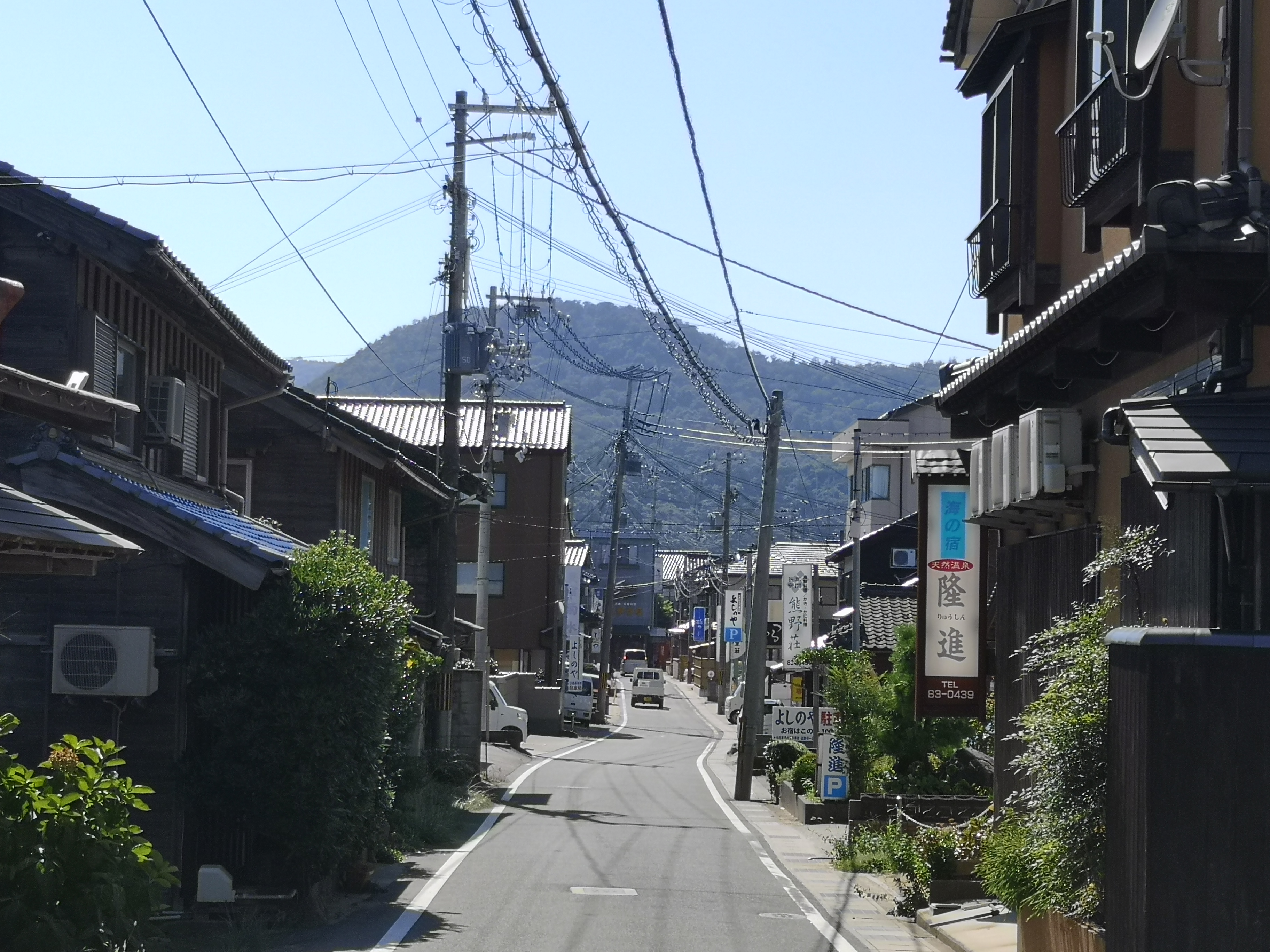
小天橋の旅館街

### 地形
小天橋は日本海と久美浜湾を南北に隔てる湾口砂州であり、長さは約3キロメートル。この砂州は、最終氷期の末期における海面上昇で形成されたものとみられ、沿岸流によって日本海から運ばれた砂が久美浜湾の入り口をふさぐように長く延びた様子が、日本三景・天橋立と似ていることから「小天橋」と名付けられた。天橋立の南端部にある小天橋になぞらえたとされることもある。
小天橋を含む丹後砂丘一帯は、松と白砂のロングビーチが続く景観が1987年（昭和62年）に日本の松の緑を守る会によって日本の白砂青松100選に選ばれており、夏は海水浴場として賑わう。小天橋の東側は箱石海岸（箱石浜海水浴場）に続いており、箱石海岸の砂丘上には函石浜遺物包含地がある。

### 地質
久美浜湾の北東にあたる葛野浜を中心に、古砂丘、火山灰、新砂丘で構成される久美浜湾の成因を示す堆積物が分布し、層序の明らかな露頭が見られる。

### 植生
慶長7年（1602年）から10か年計画で、毎年松500本と茱萸300本が村人の夫役によって植林された。文化元年（1804年）からは15年計画で、毎年松1000本と茱萸500本が植林された。文政2年（1829年）からは第三期の植林が行われ、その後も植林が継続された。これらの結果として白砂青松の美しい光景が広がっており、松林は「日間の松原」（ひまのまつばら）と呼ばれる。また、浜中や葛野から東側では砂丘地農業が行われている。

## 水戸口

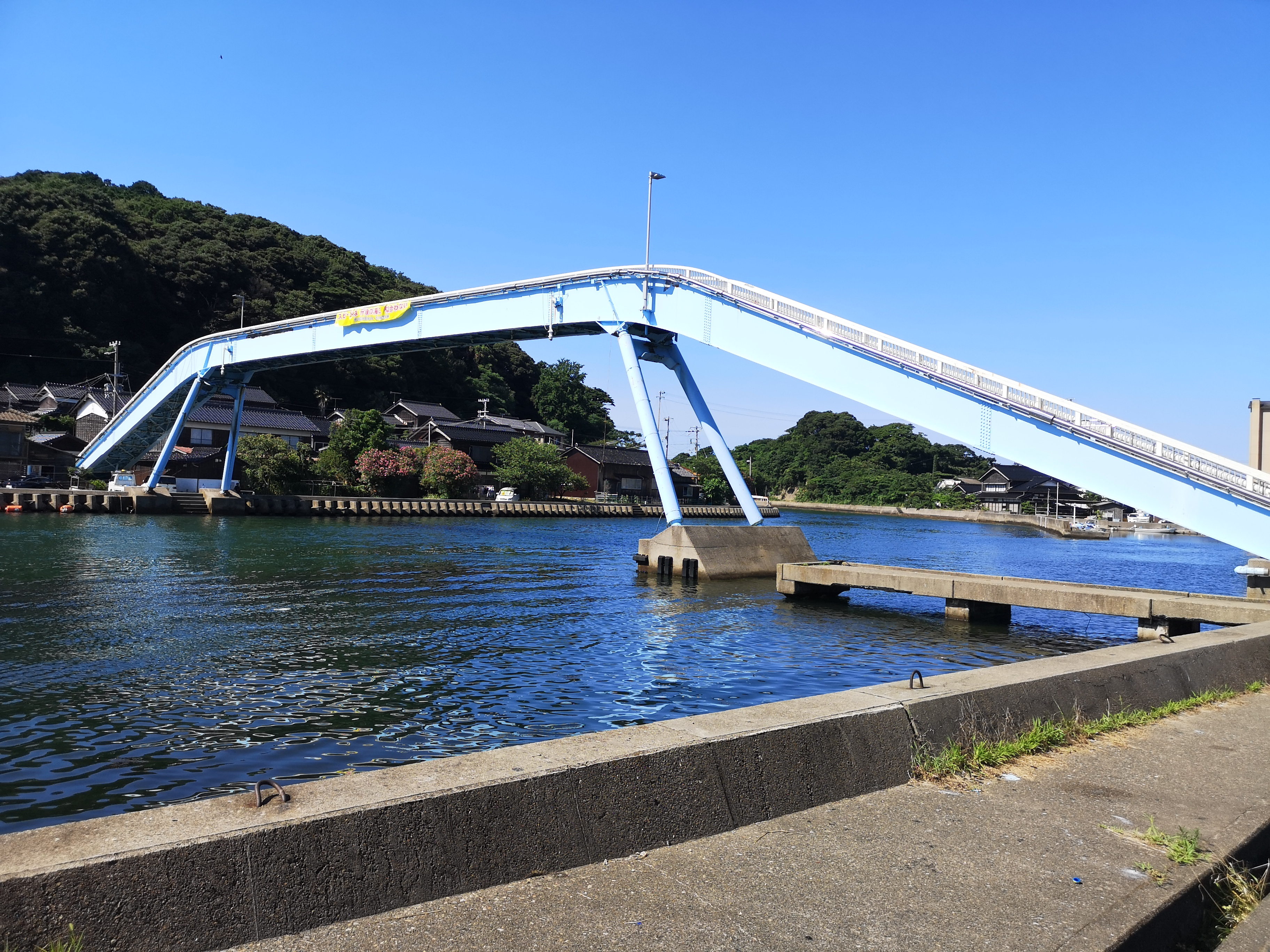
小天橋の西端にある水戸口と湊小橋

久美浜湾と日本海を繋ぐ水路は水戸口（みとぐち）と呼ばれる。水戸口はかつて北東方向に開かれていたが、砂が溜まりやすく船の航行に支障をきたしていたことから、北西方向に開削する工事が1905年（明治38年）に着工され、幅20メートルの水戸口が1913年（大正2年）に完成した。1925年（大正14年）には拡幅され幅30メートルとなった。しかしながら、この水戸口の出口付近には暗礁があったため、1937年（昭和12年）に、水戸口の途中から北東方面に分岐した新水戸口が作られた。
1945年（昭和20年）6月12日には大雨のために水戸口に土砂が流入した。1946年（昭和21年）2月15日から1949年（昭和24年）3月31日には修復工事が行われ、この工事の際に殉職した2人の慰霊碑が建てられている。1972年（昭和47年）に水戸口の拡張工事などが行われた。

## 湊大橋
かつて小天橋の湊宮から対岸の大向まで渡し舟が運航されていた。1955年（昭和30年）には初代湊大橋（手動回転橋）が架けられ、渡し舟は廃止された。
1966年（昭和41年）には動力回転橋の2代目湊大橋に架け替えられ、1981年（昭和56年）には現在の3代目湊大橋に架け替えられた。現在の湊大橋は初代よりも南側に架けられたことから、1981年（昭和56年）にはかつての渡し舟の発着所付近に歩行者専用橋の湊小橋が架けられた。